# Tibellus vossioni
Tibellus vossioni là một loài nhện trong họ Philodromidae.
Loài này thuộc chi Tibellus. Tibellus vossioni được Eugène Simon miêu tả năm 1884.